# Districtul Bir el-Ater
Bir el-Ater este un district din provincia Tébessa, Algeria.